# Антонієта ді Мартіно
Антонієта Ді Мартіно  (італ. Antonietta Di Martino; нар. 8 листопада 1978, Кава-де-Тіррені) — італійська легкоатлетка.

## Виступи на Олімпіадах
| Олімпіада  | Дисципліна       | Місце |
| ---------- | ---------------- | ----- |
| Пекін 2008 | стрибки у висоту | 10    |